# Pieve di Lemine
La pieve di Lemine, dedicata alla Madonna e al Salvatore, si trova nella località Castello del comune di Almenno San Salvatore in provincia di Bergamo.
Si tratta di una delle prime pievi lombarde, storicamente documentata come anteriore all'anno 1000.

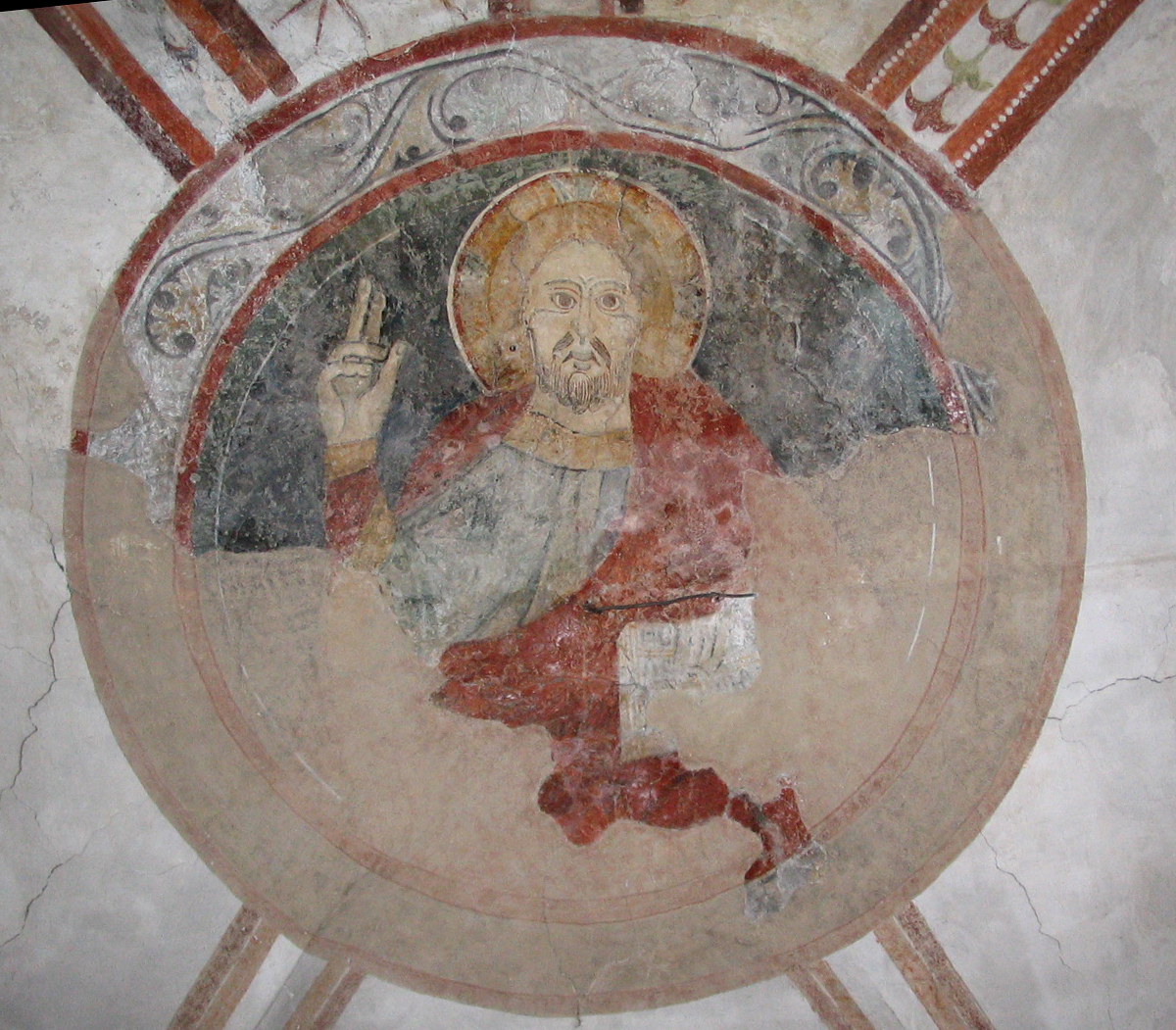
Immagine del Cristo Pantocratore

## Storia

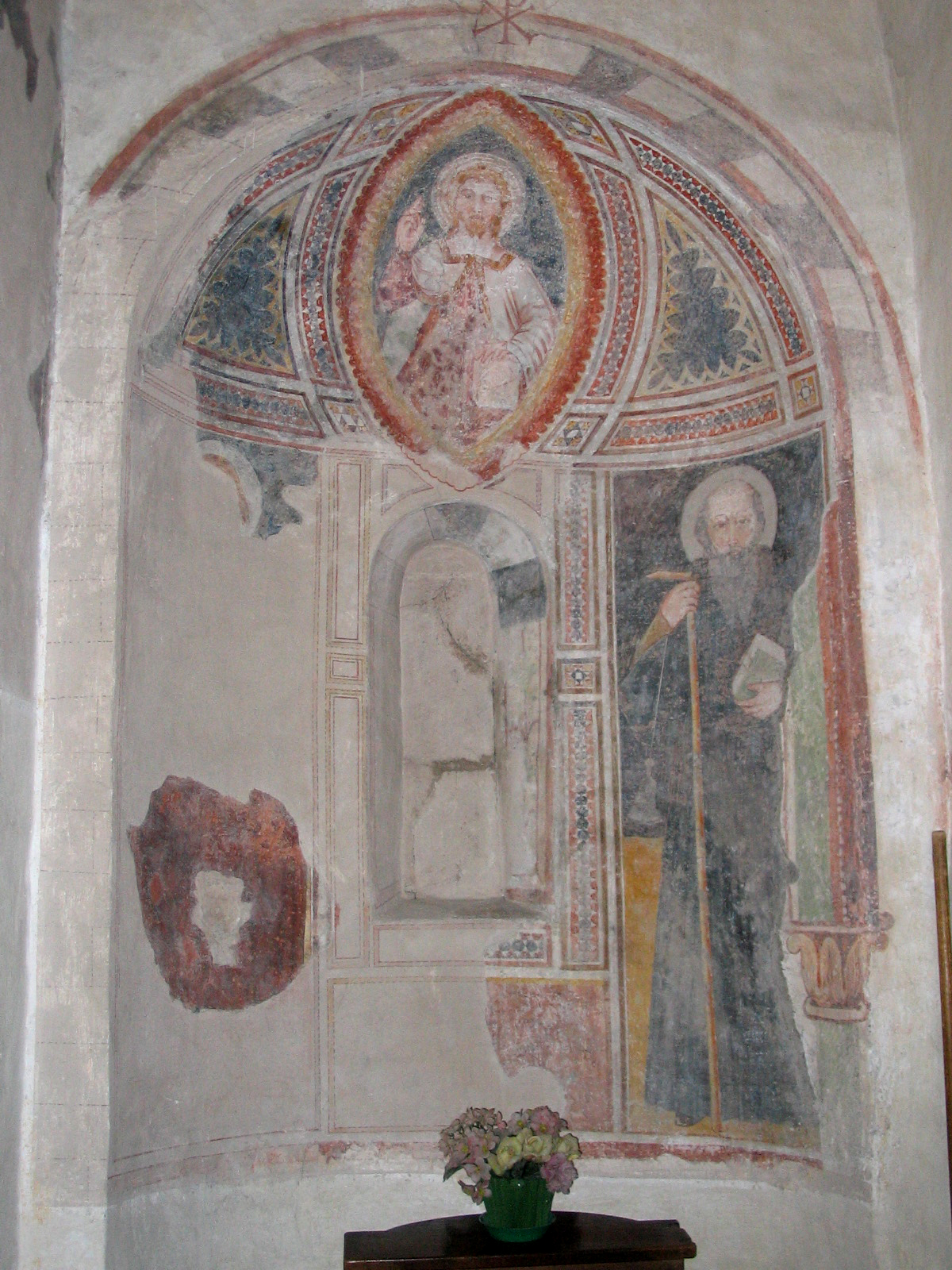
Cristo e sant'Antonio abate

L'evangelizzazione di Bergamo era abbastanza affermata, quanto meno nella comunità urbana, già nel IV secolo come è provato dalla chiesa costruita sulla tomba di sant'Alessandro, la prima chiesa della città.
Nel territorio extracittadino la diffusione del cristianesimo fu più lenta, ma significativa negli agglomerati demografici più consistenti, superstiti dell'età romana, dislocati lungo percorsi militari o commerciali.
Piccoli luoghi di culto dovettero sorgere nelle vicinie più attive per l'esercizio delle funzioni liturgiche essenziali quali la somministrazione del battesimo o la sepoltura dei morti.
Nel VII secolo il cristianesimo era ampiamente consolidato nel contado bergamasco e con esso la presenza di chiese plebane, piccole o grandi a seconda della minore o maggiore capacità demica dei siti su cui esplicavano la propria giurisdizione ecclesiale.

Questo processo storico-religioso si ebbe anche nel territorio di Lemine, il vasto comprensorio a occidente del fiume Brembo che già in epoca romana aveva una propria individualità topografica poi più compiutamente definita in età longobarda quando Wallari, il primo duca di Bergamo, cedette la parte dei territori del suo dominio bergamasco al di là della sponda sinistra del Brembo per la costituzione del patrimonio regale. 
(P. Diacono, Storia dei Longobardi, III, XVI)
|  |  |
|  |  |

Questo complesso comprendeva approssimativamente il triangolo territoriale racchiuso dalla valle Taleggio a nord e dai fiumi Brembo e Adda rispettivamente a est e a ovest, confluenti nell'attuale Brembate, la stessa circoscrizione che in epoca romana costituiva il pagus lemennis.
Nell'VIII secolo Lemine era già una corte regia longobarda e aveva il suo centro politico-amministrativo su quell'altura sopra il Brembo che, per la prossimità del ponte di Lemine e per l'antica strada romana che l'attraversava, aveva coagulato l'insieme demografico più importante del territorio.
Su questa altura, già utilizzata dai romani che vi avevano organizzato il castrum, sorsero gli edifici della corte longobarda e la pieve a cui nel '500 fu addossato il Santuario della Madonna del Castello, che nel nome ricorda l'antica destinazione del sito.
Nulla è rimasto degli edifici dell'epoca se non la pieve e la sua cripta.

Non si hanno notizie certe sulla datazione della pieve se non quelle indirette che derivano da un atto di permuta di terreni dell'867 in cui era fatta menzione di quattro cappelle che testimoniavano la presenza di una comunità consistente e organizzata e quindi della 
(P. Manzoni, op. cit. in bibliografia)
La pieve di Lemine riveste un'importanza particolare come esempio di architettura religiosa preromanica quasi integralmente conservata seppure con le modifiche e le addizioni avute nel corso dei secoli.

## Descrizione

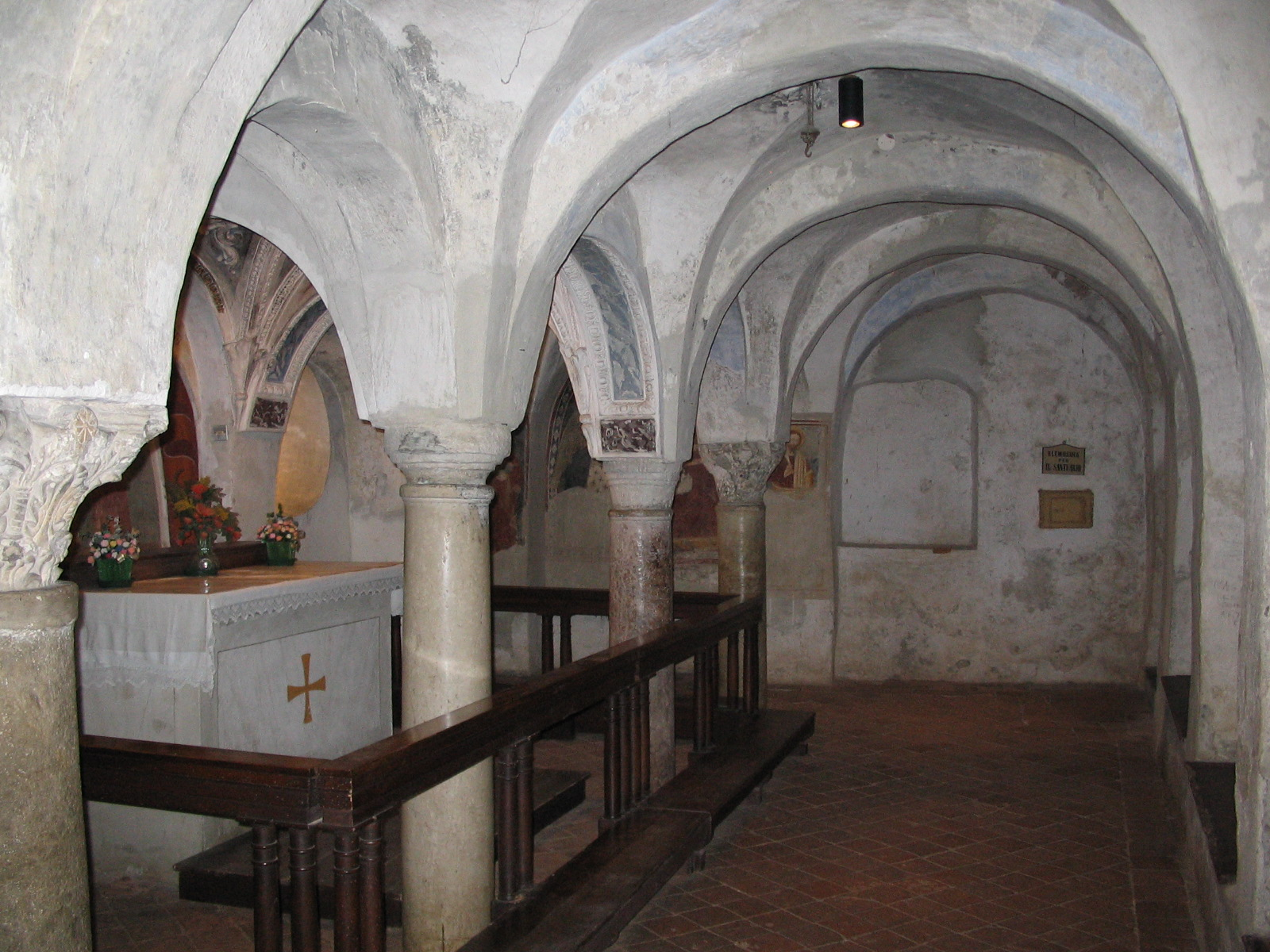
La cripta

La pieve ha una struttura basilicale romanica a tre navate separate da una doppia coppia di pilastri a pianta rettangolare, che nel XIII secolo sono stati robustamente rafforzati e uniti da ampi archi a tutto sesto.
La facciata esterna presentava un esonartece che la concludeva, poi eliminato dall'aggiunta del cinquecentesco santuario della Madonna del Castello.
Il presbiterio, particolarmente grazioso, è suddiviso in tre settori; nella parte centrale della sua volta campeggia l'affresco di un Cristo Pantocratore molto ben conservato.
L'elemento più interessante sotto l'aspetto storico-artistico e al tempo stesso affascinante, quasi magico, è costituito dalla cripta conservatasi intatta.
Si tratta di un piccolo locale poco luminoso posto sotto il presbiterio in cui quattro colonne separano longitudinalmente l'area destinata all'altare da quella per i fedeli.
Le colonne e i capitelli, diversi uno dall'altro, sono molto interessanti in quanto reperti romani recuperati e riutilizzati e perché in quanto tali costituiscono un'ulteriore prova della presenza romana sul territorio. 
|  |  |
|  |  |

La loro ricomposizione è stata occasionale, con il fusto che non coincide con la base dei capitelli, alcuni dei quali di tipo corinzio, in una miscellanea di stili poco attenta dal punto di vista artistico ma deliziosa e ingenua manifestazione del pragmatismo dei costruttori del tempo e di un eclettismo artistico involontario dovuto alla difficoltà di reperimento di materiale costruttivo.
Alla cripta si accede tramite due strette e brevi scalinate poste ai lati del presbiterio. La penombra ne accentua il fascino e ne esalta la magia del ricordo di tempi lontani, ben oltre il millennio.
Il soffitto si sviluppa in una serie di piccole e basse volte a crociera che con le colonne su cui sono appoggiate creano un gioco d'ombre affascinante, analogo a quello della rotonda di San Tomè poco distante.
Sulla lunetta, sopra il piccolo altare, è affrescata una Crocifissione del XV secolo e una più antica scritta dedicatoria.
La cripta, il luogo più intimo e più sacro della pieve conservava le reliquie della Vergine e della Croce, particolarmente venerate dai fedeli del pagus, tradizione sopravvissuta fino ai nostri giorni.

## L'arte
Sulle pareti interne e sui pilastri sono presenti degli affreschi di ottima fattura anche se di ignota attribuzione, probabilmente opere di artisti locali, databili quelli del presbiterio ai secoli XII e XIII, e gli altri dal XIV al XVI secolo.

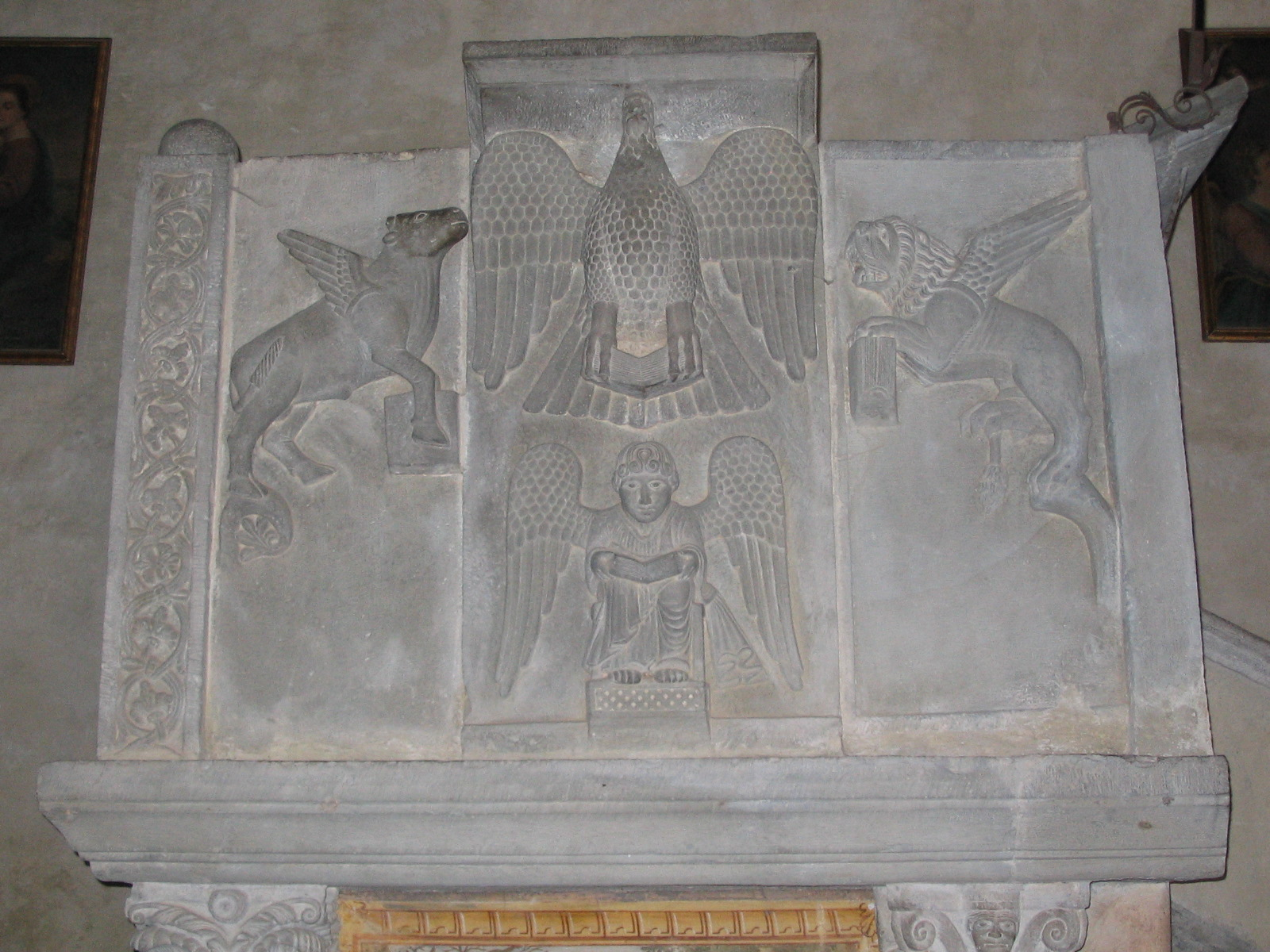
L'ambone

Risale al XII secolo il ambone, in arenaria, costruito sopra la volta della scaletta di sinistra che porta alla cripta.
È un'opera scultorea romanica di eccellente fattura, esempio eccezionale, in ambito europeo, per bellezza e stato di conservazione.
L'ambone poggia, nella parte anteriore, su due colonnine sormontate da capitelli corinzi; su quello di destra sono inserite delle faccette, un particolare dalla simbologia misteriosa che si riscontra anche in altri edifici romanici come la non lontana basilica di Santa Giulia di Bonate Sotto.
Sulla parte centrale sono scolpiti, a tutto rilievo, i simboli degli evangelisti, espressioni di un'arte romanica con chiare influenze franche, disposti secondo un ordine non casuale tipico di un sentimento religioso, diffuso e consolidato, fatto proprio dall'artista.
La disposizione dei simboli segue una figura romboidale adagiata longitudinalmente sul cui vertice si impone l'aquila di Giovanni, a testimoniare la preminenza ideologico-spirituale del suo vangelo e il particolare affetto che lo legava al Cristo, il tutto sostenuto dall'angelo di Matteo che ne simboleggia l'umanità.
|  |  |
|  |  |

All'aquila si rivolgono, da posizione ribassata e in forma quasi orante, piuttosto che rampante, il vitello alato di Luca, ossia la tenerezza, la mansuetudine e il leone di Marco che rappresenta la regalità e la forza: simbologie diverse che i rispettivi vangeli esaltano nel Cristo.
Tutta la scena è sostenuta dall'angelo di Matteo ossia dalla natura umana del Cristo, rappresentata scenograficamente come il fondamento della religione cristiana.
La finezza di quest'opera si contrappone alla semplicità degli affreschi che pur non raggiungendo il livello di quelli della vicina San Giorgio contribuiscono ad arricchire il patrimonio artistico bergamasco.

## Declino e rinascita
La pieve seguì l'evoluzione politico-demografica di Lemine di cui costituiva il centro religioso. La sua prossimità ai palazzi del potere, il Castello, ne aumentò l'influenza, l'importanza e la capacità economica, comprovate dalla presenza di un clero numeroso che vi svolgeva vita comunitaria in forma canonicale sottoposta a un prepositus. 
(M. Lupi, op. cit, ex Manzoni, op. cit.)
Fino a tutto l'XI secolo si presentava in pieno sviluppo come documentato da diversi atti di transazione immobiliare.

Nei secoli successivi la pieve sofferse le lotte fratricide fra guelfi e ghibellini, trasformatisi, nel corso del XIV e XV secolo, nelle fazioni contrapposte dei fautori della Serenissima e dei Visconti in guerra tra loro.

Tali partiti facevano capo rispettivamente ai due comuni di Lemine Superiore e Lemine Inferiore in cui si era divisa la comunità.
La lotta sfociò in vere e proprie azioni belliche dal carattere violento e sanguinario che portarono alla distruzione di Lemine Inferiore nel 1443. Da questa data iniziò il declino della pieve che ebbe un ruolo religioso sempre più marginale fino a cadere nel più completo abbandono.
Solo nel XVI secolo un evento ritenuto miracoloso richiamò l'attenzione della popolazione su di essa. 

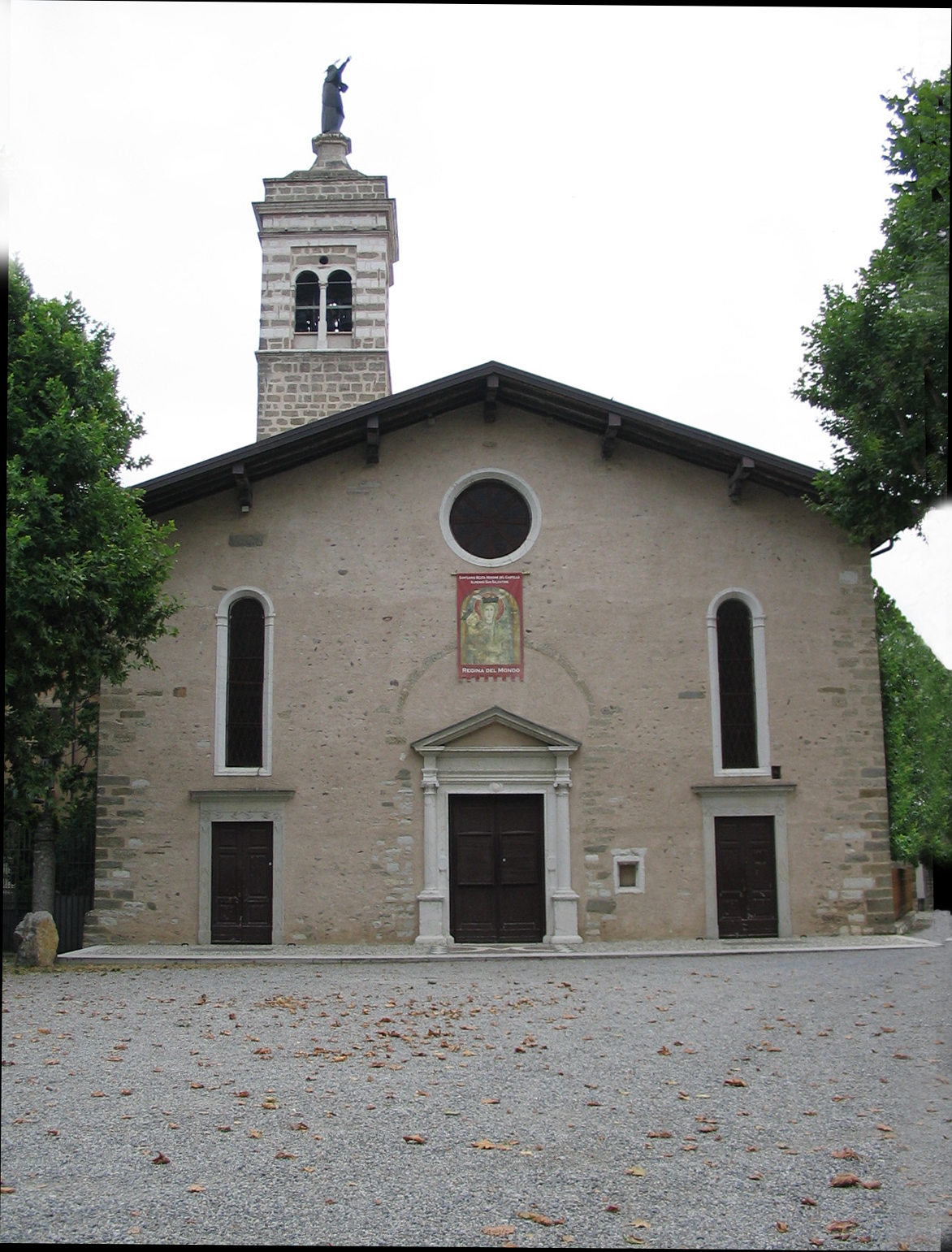
Madonna del Castello

L'apparizione di un affresco della Madonna su un muro, che un cedimento strutturale aveva riportato alla luce, fu interpretato come un segno divino e riaccese la devozione popolare verso la pieve, al punto da volere una nuova chiesa unita alla pieve stessa.
 La nuova costruzione fu addossata alla facciata della pieve che ne divenne la parete di fondo, costituendo un tutt'uno in una simbiosi stilistica bizzarra ma straordinaria.
La nuova struttura comprende, così, il nuovo edificio ecclesiale, ora Santuario Madonna del Castello, e la vecchia pieve, unendo in sé l'architettura preromanica di quest'ultima con le sue opere d'arte del X-XVI secolo e l'architettura cinquecentesca della nuova chiesa in un mix di rara bellezza: due chiese diverse e di epoche diverse unite e intercomunicanti.